# 卡潘達水壩
卡潘達水壩（Capanda Dam）是安哥拉馬蘭哲省廣薩河上的水壩，座標9°47′41″S 15°28′09″E / 9.79472°S 15.46917°E，為安哥拉最大的水利工程，設有4個能發電130百萬瓦特的渦輪發動機，合共發電量520百萬瓦特。
卡潘達水壩造價40億美元，維修安哥拉內戰的破壞另外花費4億美元。